# اسلید پیرس
اسلید پیرس (انگلیسی: Slade Pearce؛ زادهٔ ۷ اکتبر ۱۹۹۵) یک هنرپیشه اهل ایالات متحده آمریکا است. وی از سال ۲۰۰۳ میلادی تاکنون مشغول فعالیت بوده‌است.